# 以色列的國際承認

以色列
承認以色列的國家
撤銷承認的國家
中止或中斷與以色列關係的國家
從未承認以色列的國家

對以色列的國際承認（英語：International recognition of Israel）是指根據1948年5月14日《以色列獨立宣言》建立的對以色列國的外交承認。以色列的主權受到一些國家的質疑。截至2024年6月，193個聯合國成員國中有164個承認以色列。歷史上，蘇聯是第一個和以色列建立全面外交關係的主權國家，而美國是第一個承認以色列的主權國家。
伊朗的巴列維王朝是仅次于土耳其，第二個承認以色列的穆斯林政權，然而在1979年的伊斯蘭革命后，伊朗撤銷了對以色列的國際承認。除此以外因為巴以衝突問題，古巴和玻利維亞也撤銷對以色列的國際承認。